# شمنتان
بلدية شَمْنَتَان أو سومونتاين (بالإسبانية: Somontín), هي بلدية تقع في مقاطعة المرية. جنوب شرق إسبانيا. يبلغ عدد سكانها 515 نسمة.

## وصلات خارجية
- نسخة محفوظة 10 مارس 2007 على موقع واي باك مشين. (بالإسبانية)